# Blåfasan
Admiral Blåfasan er en fiktiv karakter i mangaen og animeen One Piece.

## Om Blåfasan
Blåfasan er omtalt som den stærkeste kæmper i marinen og er den anden marineofficer, som har besejret Luffy i kamp (den anden var Kaptajn Smoker). Hans Logia-djævlekræfter lader ham fryse store områder, manipulere is og blive til is, da han har spist en Freeze-frugt.

## Personlighed
Admiral Blåfasan er vist som en søvnig og doven fyr, især vist ved hjælp af sovemasken, som han konstant bærer over sine øjne. Han sover rigtig meget – dette er muligvis en parodi på dyrs tendens til at gå i hi i kulde. Ifølge ham selv er hans motto skødesløs retfærdighed og han har altid en afslappet attitude – om han så flirter med Nami eller bekendtgør, at han vil dræbe Luffys bande. 
Selvom han er et medlem af Verdensregeringen, gør Blåfasan kun, hvad der passer ham i stedet for at tage ordrer fra andre. På et punkt gør han som de fleste marinere; han gør sit bedste for at befri verden fra pirater; men på et andet punkt er han sin helt egen; han bruger sin hjerne til at analysere hvor farlig en person er, i stedet for bare at slagte enhver person, som Verdensregeringen ønsker død. Blåfasan har jo som sagt et motto om skødesløs retfærdighed og vil kun tage en modstander seriøst, hvis han mener, at vedkommende udgør en stor trussel. Hvis han bliver bedt om at stoppe hvad han kun ser som en middelmådig fjende, vil han enten gå dovent til opgaven eller slet ikke udføre den. Dette adskiller ham fra de fleste marineofficerer, som har mottoet om absolut retfærdighed og vil adlyde enhver ordre og eliminere enhver fjende, selvom uskyldige mennesker kan blive involveret. Men hvis han ser nogen som en trussel, bliver han ligeså beslutsom og farlig som er mariner med mottoet absolut retfærdighed og vil gøre alt for at udslette truslen; dog passer han på, at uskyldige ikke bliver sårede. Dog er han ikke endnu blevet straffet for ikke at adlyde ordrer, hvilket nok skyldes han utroligt høje rang.

## Del i historien
Efter Davy Back Fight skal Stråhattene til at tage sig en slapper hos Tonjit på Longring Longland. Her støder de pludselig på Blåfasan, som Robin er chokeret over at møde. Det afsløres, at de kender hinanden og Robin forklarer lidt om hans position i marinen. Blåfasan fortæller, at han kun er tilstede for at observere Stråhattene og optræder venligt, mens han hjælper Tonjit med at rejse videre. Efter afskeden med Tonjit bekendtgører han, at han vil dræbe Stråhattene, da de er en meget farlig lille gruppe med et alt for stort potentiale.
Han afslører lidt om Nico Robins dystre fortid og forklarer Stråhattene, at de næsten har underskrevet deres egen dødsdom ved at lade hende komme ind i banden. Han fryser derefter Robin til is. Usopp og Chopper skynder sig tilbage til skibet for at redde hende. Luffy, Zorro, Nami og Sanji kæmper imens mod Blåfasan, men han er dem klart overlegen. For at redde sine venner udfordrer Luffy Blåfasan til en duel, så de kan blive distraheret. Efter en meget kort kamp fryser han Luffy og undlader kun at dræbe ham pga. hans tjeneste for Verdensregeringen ved at besejre Crocodile. Straks efter gør han sig parat til afgang og ser, at den næste ø på vejen er Water 7 og tager derhen. Water 7 er desværre også stedet, hvor Stråhattene er på vej mod...
Han optræder en del mere i historien, men vi har ikke set mere til ham i de danske bøger. Tjek evt. den engelske artikel om ham for mere information, men vær forberedt på store spoilers.